# Поплавський Станіслав Гилярович
 Станісла́в Гиля́рович Попла́вський (22 квітня 1902 — 9 серпня 1973) — Генерал армії (1955) Збройних Сил СРСР і Польської Народної Республіки. Герой Радянського Союзу (1945).

## Життєпис
Народився 22 квітня 1902 року в селі Вендичани (нині Могилів-Подільський район Вінницької області України) у селянській родині. Поляк. Закінчив початкову школу.
У РСЧА з 1923 року.
В 1930 році закінчив Харківське військове училище, а в 1938 Військову академію імені Фрунзе. Пізніше, до війни працюватиме у цій же академії викладачем.
На фронтах німецько-радянської війни з липня 1941 року. Був командиром полку, дивізії, корпусу.
З вересня 1944 року відряджений до Війська Польського, командував 2-ю та 1-ю арміями.
За вміле керівництво військами при прориві оборони противника на Одері й у боях за Берлін генерал-лейтенанту С. Г. Поплавському присвоєно звання Героя Радянського Союзу.
Після війни був командувачем військ Сілезького військового округу, а з листопада 1947 року — Головнокомандувач Сухопутних військ Війська Польського, пізніше на постах заступника міністра Національної оборони ПНР (1949—1956).
У грудні 1956 року повернувся до СРСР, був першим заступником головного інспектора Міністерства оборони СРСР. З 1958 року генерал армії С. Г. Поплавський у Групі генеральних інспекторів Міністерства оборони СРСР.
Помер 9 серпня 1973 року. Похований у Москві на Новодівичому кладовищі.